# پتاسیم استات
پتاسیم استات (به انگلیسی: Potassium acetate) با فرمول شیمیایی CH۳CO۲K یک ترکیب شیمیایی است. که جرم مولی آن ۹۸٫۱۵ g/mol می‌باشد. شکل ظاهری این ترکیب، پودر بلورین سفید است.